# Associazione Calcio Hellas Verona 1989-1990
Questa voce raccoglie le informazioni riguardanti l'Associazione Calcio Hellas Verona nelle competizioni ufficiali della stagione 1989-1990.

## Stagione

Il neoacquisto Vittorio Pusceddu, tra le poche note positive nella deludente stagione veronese.

In casa gialloblù, l'estate 1989 segnò il ritorno di Pietro Fanna: l'ala rientrò in Veneto, dove quattro anni addietro si era aggiudicato lo Scudetto. Le difficoltà finanziarie in cui versava il club si rispecchiarono anche sul campo, tanto che Bagnoli limitò l'obiettivo stagionale alla salvezza.
Durante il girone di andata del campionato, la squadra scaligera racimolò appena 10 punti in 17 partite; il poco lusinghiero score significò l'ultimo posto in classifica.
Nella fase di ritorno, un leggero miglioramento – unito soprattutto alla caduta verticale dell'Ascoli – riaccese la speranza. L'anticipata retrocessione dei marchigiani nonché l'inattesa vittoria contro il Milan (che costò ai rossoneri il tricolore), rimandarono il verdetto all'ultima domenica.
Obbligato a vincere in casa del Cesena, il Verona subì una sconfitta di misura (gol di Agostini) che comportò la discesa in Serie B dopo 8 anni in massima serie.

## Divise e sponsor

Una formazione veronese nel precampionato con la seconda divisa gialla, ancora priva di sponsor.

A inizio stagione le divise erano fornite da Hummel; in seguito furono realizzate da Adidas. Queste ultime erano sponsorizzate dal Pastificio Rana e riproponevano i pantaloni della stagione 1986-1987.
| Casa | Trasferta |

## Rosa
| N. |                      | Ruolo | Calciatore              |
| -- | -------------------- | ----- | ----------------------- |
|    | Italia (bandiera)    | P     | Angelo Peruzzi          |
|    | Italia (bandiera)    | P     | Luciano Bodini          |
|    | Italia (bandiera)    | P     | Marco Zuccher           |
|    | Italia (bandiera)    | D     | Alfonso Bertozzi        |
|    | Italia (bandiera)    | D     | Ernesto Calisti         |
|    | Italia (bandiera)    | D     | Luciano Favero          |
|    | Uruguay (bandiera)   | D     | Nelson Gutiérrez        |
|    | Italia (bandiera)    | D     | Gianluca Lamacchi       |
|    | Italia (bandiera)    | D     | Fabio Marangon          |
|    | Italia (bandiera)    | D     | Vittorio Pusceddu       |
|    | Argentina (bandiera) | D     | Víctor Sotomayor        |
|    | Italia (bandiera)    | C     | Antonio Elia Acerbis    |
|    | Italia (bandiera)    | C     | Pietro Fanna (capitano) |

| N. |                   | Ruolo | Calciatore          |
| -- | ----------------- | ----- | ------------------- |
|    | Italia (bandiera) | C     | Matteo Fattori      |
|    | Italia (bandiera) | C     | Gianluca Gaudenzi   |
|    | Italia (bandiera) | C     | Domenico Giacomarro |
|    | Italia (bandiera) | C     | Marino Magrin       |
|    | Italia (bandiera) | C     | Matteo Pagani       |
|    | Italia (bandiera) | C     | Paolo Piubelli      |
|    | Svezia (bandiera) | C     | Robert Prytz        |
|    | Italia (bandiera) | C     | Antonio Terracciano |
|    | Italia (bandiera) | A     | Tullio Gritti       |
|    | Italia (bandiera) | A     | Maurizio Iorio      |
|    | Italia (bandiera) | A     | Vincenzo Mazzeo     |
|    | Italia (bandiera) | A     | Davide Pellegrini   |

## Risultati

### Serie A

#### Girone di andata
| Arbitro: | Baldas (Trieste) |

|             |           |  |
| Madonna 43’ | Marcatori |  |

| Arbitro: | Lanese (Messina) |

|           |           |                                             |
| Iorio 78’ | Marcatori | Schillaci 4’ 11’ Fortunato 49’ Marocchi 56’ |

| Arbitro: | Nicchi (Arezzo) |

|                                 |           |               |
| Gérson Caçapa 34’ Scarafoni 62’ | Marcatori | Gutierrez 82’ |

| Arbitro: | Longhi (Roma) |

|               |           |                             |
| Gutierrez 62’ | Marcatori | Mauro 38’ Careca 51’ (rig.) |

| Arbitro: | Coppetelli (Tivoli) |

|            |           |                |
| Aloisi 85’ | Marcatori | Pellegrini 31’ |

| Arbitro: | Baldas (Trieste) |

|           |           |                      |
| Iorio 37’ | Marcatori | Sotomayor 55’ (aut.) |

| Verona 1º ottobre 1989 7ª giornata | Verona         | 0 – 0 referto | Lecce | Stadio Marcantonio Bentegodi\| Arbitro: \| Luci (Firenze) \| |
| Arbitro:                           | Luci (Firenze) |               |       |                                                              |

| Arbitro: | Nicchi (Arezzo) |

|            |           |  |
| Vialli 16’ | Marcatori |  |

| Arbitro: | Amendolia (Messina) |

|              |           |            |
| Gaudenzi 42’ | Marcatori | Dezotti 5’ |

| Arbitro: | Frigerio (Milano) |

|                        |           |           |
| Branca 65’ Gallego 80’ | Marcatori | Gritti 9’ |

| Arbitro: | D'Elia (Salerno) |

|  |           |                       |
|  | Marcatori | Klinsmann 33’ 38’ 88’ |

| Arbitro: | Stafoggia (Pesaro) |

|               |           |  |
| Marronaro 57’ | Marcatori |  |

| Arbitro: | Baldas (Trieste) |

|                             |           |                          |
| Pusceddu 53’ Pellegrini 62’ | Marcatori | Vöeller 65’ Desideri 67’ |

| Arbitro: | Ceccarini (Livorno) |

|  |           |              |
|  | Marcatori | Bertozzi 18’ |

| Arbitro: | Longhi (Roma) |

|            |           |  |
| Magrin 89’ | Marcatori |  |

| Milano 7 febbraio 1990 16ª giornata | Milan          | 0 – 0 referto | Verona | Stadio Giuseppe Meazza\| Arbitro: \| Luci (Firenze) \| |
| Arbitro:                            | Luci (Firenze) |               |        |                                                        |

| Arbitro: | Magni (Bergamo) |

|  |           |                            |
|  | Marcatori | Agostini 76’ Turchetta 79’ |

#### Girone di ritorno
| Arbitro: | Pezzella (Frattamaggiore) |

|                   |           |               |
| Magrin 45’ (rig.) | Marcatori | Bresciani 83’ |

| Arbitro: | Cola (Avezzano) |

|                            |           |           |
| Marocchi 30’ Schillaci 83’ | Marcatori | Iorio 29’ |

| Arbitro: | Fabricatore (Roma) |

|               |           |                   |
| Gutierrez 69’ | Marcatori | Magrin 11’ (aut.) |

| Arbitro: | Felicani (Bologna) |

|                                    |           |  |
| Giacomarro 16’ (aut.) Maradona 43’ | Marcatori |  |

| Verona 28 gennaio 1990 22ª giornata | Verona              | 0 – 0 referto | Ascoli | Stadio Marcantonio Bentegodi\| Arbitro: \| Amendolia (Messina) \| |
| Arbitro:                            | Amendolia (Messina) |               |        |                                                                   |

| Roma 4 febbraio 1990 23ª giornata | Lazio             | 0 – 0 referto | Verona | Stadio Flaminio\| Arbitro: \| Dal Forno (Ivrea) \| |
| Arbitro:                          | Dal Forno (Ivrea) |               |        |                                                    |

| Arbitro: | Frigerio (Milano) |

|               |           |  |
| Benedetti 73’ | Marcatori |  |

| Arbitro: | Pezzella (Frattamaggiore) |

|                |           |  |
| Pellegrini 35’ | Marcatori |  |

| Arbitro: | Coppetelli (Tivoli) |

|             |           |              |
| Dezotti 51’ | Marcatori | Pusceddu 82’ |

| Arbitro: | Longhi (Roma) |

|                                |           |  |
| Magrin 26’ (rig.) Gaudenzi 30’ | Marcatori |  |

| Milano 11 marzo 1990 28ª giornata | Inter              | 0 – 0 referto | Verona | Stadio Giuseppe Meazza\| Arbitro: \| Fabricatore (Roma) \| |
| Arbitro:                          | Fabricatore (Roma) |               |        |                                                            |

| Arbitro: | Amendolia (Messina) |

|                               |           |                      |
| Gritti 39’ 76’ Pellegrini 46’ | Marcatori | Waas 43’ Bonetti 60’ |

| Arbitro: | Frigerio (Milano) |

|                                           |           |                                 |
| Conti 16’ Völler 27’ 58’ Desideri 73’ 76’ | Marcatori | Gerolin 79’ (aut.) Pusceddu 87’ |

| Arbitro: | Pairetto (Torino) |

|          |           |              |
| Fanna 7’ | Marcatori | Fontolan 69’ |

| Arbitro: | Baldas (Trieste) |

|                                     |           |                |
| Di Chiara 36’ Baggio 49’ (rig.) 89’ | Marcatori | Pellegrini 29’ |

| Arbitro: | Lo Bello (Siracusa) |

|                              |           |            |
| Sotomayor 63’ Pellegrini 89’ | Marcatori | Simone 33’ |

| Arbitro: | Longhi (Roma) |

|              |           |  |
| Agostini 79’ | Marcatori |  |

### Coppa Italia
| Arbitro: | Frigerio (Milano) |

|               |           |  |
| Francioso 62’ | Marcatori |  |

## Statistiche
Statistiche aggiornate al 29 aprile 1990.

### Statistiche di squadra
| Competizione | Punti | In casa | In casa | In casa | In casa | In trasferta | In trasferta | In trasferta | In trasferta | Totale | Totale | Totale | Totale | Gf | Gs | D.R. |
| Competizione | Punti | G       | V       | N       | P       | G            | V            | N            | P            | G      | V      | N      | P      | Gf | Gs | D.R. |
| ------------ | ----- | ------- | ------- | ------- | ------- | ------------ | ------------ | ------------ | ------------ | ------ | ------ | ------ | ------ | -- | -- | ---- |
| Serie A      | 25    | 17      | 5       | 8       | 4       | 17           | 1            | 5            | 11           | 34     | 6      | 13     | 15     | 27 | 44 | −17  |
|              | -     | 0       | 0       | 0       | 0       | 1            | 0            | 0            | 1            | 1      | 0      | 0      | 1      | 0  | 1  | −1   |
| Totale       | -     | 17      | 5       | 8       | 4       | 18           | 1            | 5            | 12           | 35     | 6      | 13     | 16     | 27 | 45 | −18  |

### Statistiche dei giocatori
Fonte:
| Giocatore       | Serie A  | Serie A | Serie A     | Serie A    | Coppa Italia | Coppa Italia | Coppa Italia | Coppa Italia | Totale   | Totale | Totale      | Totale     |
| Giocatore       | Presenze | Reti    | Ammonizioni | Espulsioni | Presenze     | Reti         | Ammonizioni  | Espulsioni   | Presenze | Reti   | Ammonizioni | Espulsioni |
| --------------- | -------- | ------- | ----------- | ---------- | ------------ | ------------ | ------------ | ------------ | -------- | ------ | ----------- | ---------- |
| A. Elia Acerbis | 24       | 0       | ?           | 0          | 1            | 0            | ?            | 0            | 25       | 0      | ?           | 0          |
| A. Bertozzi     | 20       | 1       | ?           | 0          | 1            | 0            | ?            | 0            | 21       | 1      | ?           | 0          |
| L. Bodini       | 6        | −6      | 0           | 0          | 0            | 0            | 0            | 0            | 6        | 0      | 0           | 0          |
| E. Calisti      | 18       | 0       | ?           | 0          | 1            | 0            | ?            | 0            | 19       | 0      | ?           | 0          |
| P. Fanna        | 24       | 1       | ?           | 0          | 1            | 0            | ?            | 0            | 25       | 1      | ?           | 0          |
| L. Favero       | 34       | 0       | ?           | 0          | 1            | 0            | ?            | 0            | 35       | 0      | ?           | 0          |
| G. Gaudenzi     | 29       | 2       | ?           | 2          | 1            | 0            | ?            | 0            | 30       | 2      | ?           | 2          |
| D. Giacomarro   | 14       | 0       | ?           | 2          | 0            | 0            | 0            | 0            | 14       | 0      | 0+          | 2          |
| T. Gritti       | 25       | 3       | ?           | 0          | 0            | 0            | 0            | 0            | 25       | 3      | 0+          | 0          |
| N. Gutiérrez    | 27       | 3       | ?           | 0          | 0            | 0            | 0            | 0            | 27       | 3      | 0+          | 0          |
| M. Iorio        | 24       | 3       | ?           | 0          | 1            | 0            | 0            | 0            | 25       | 3      | 0+          | 0          |
| M. Magrin       | 32       | 3       | ?           | 0          | 0            | 0            | 0            | 0            | 32       | 3      | 0+          | 0          |
| V. Mazzeo       | 6        | 0       | ?           | 1          | 1            | 0            | ?            | 0            | 7        | 0      | ?           | 1          |
| D. Pellegrini   | 32       | 6       | ?           | 0          | 1            | 0            | ?            | 0            | 33       | 6      | ?           | 0          |
| A. Peruzzi      | 29       | −38     | ?           | 0          | 1            | −1           | ?            | 0            | 30       | 0      | ?           | 0          |
| R. Prytz        | 28       | 0       | ?           | 1          | 0            | 0            | 0            | 0            | 28       | 0      | 0+          | 1          |
| V. Pusceddu     | 31       | 3       | ?           | 0          | 1            | 0            | ?            | 0            | 32       | 3      | ?           | 0          |
| V. Sotomayor    | 21       | 1       | ?           | 1          | 1            | 0            | ?            | 0            | 22       | 1      | ?           | 1          |
| A. Terracciano  | 4        | 0       | ?           | 0          | 1            | 0            | ?            | 0            | 5        | 0      | ?           | 0          |